# Tolmachevia integrifolia
Tolmachevia integrifolia là một loài thực vật có hoa trong họ Crassulaceae. Loài này được (Raf.) Á. Löve & D. Löve miêu tả khoa học đầu tiên năm 1975.